# Faurea saligna
Faurea saligna là một loài thực vật có hoa trong họ Quắn hoa. Loài này được Harv. miêu tả khoa học đầu tiên năm 1847.